# Mistrzostwa Europy w Short Tracku 1999
3. edycja Mistrzostw Europy w Short Tracku odbyła się w dniach 22–24 stycznia 1999 w niemieckim Oberstdorfie.

## Klasyfikacja medalowa
Pogrubieniem oznaczono kraj gospodarza mistrzostw (Niemcy):
| Lp.    | Kraj            | Złoto | Srebro | Brąz | Razem |
| 1.     | Włochy          | 10    | 4      | 4    | 18    |
| 2.     | Bułgaria        | 2     | 4      | 0    | 6     |
| 3.     | Holandia        | 0     | 1      | 4    | 5     |
| 4.     | Wielka Brytania | 0     | 1      | 3    | 4     |
| 5.     | Francja         | 0     | 1      | 1    | 2     |
| 6.     | Niemcy          | 0     | 1      | 0    | 1     |
| Ogółem | Ogółem          | 12    | 12     | 12   | 36    |

## Medaliści i medalistki

### Mężczyźni
| Konkurencja          | Złoto               | Czas     | Srebro              | Czas     | Brąz                | Czas     |
| -------------------- | ------------------- | -------- | ------------------- | -------- | ------------------- | -------- |
| 500 metrów           | Nicola Franceschina | 42.152   | Arian Nachbar       | 42.399   | Michele Antonioli   | 42.489   |
| 1000 metrów          | Fabio Carta         | 1:31.783 | Bruno Loscos        | 1:32.011 | Nicky Gooch         | 1:32.034 |
| 1500 metrów          | Fabio Carta         | 2:24.676 | Nicky Gooch         | 2:25.186 | Nicola Franceschina | 2:25.215 |
| 3000 metrów          | Fabio Carta         | 5:18.155 | Michele Antonioli   | 5:18.498 | Bruno Loscos        | 5:18.518 |
| Wielobój             | Fabio Carta         | 102 pkt. | Nicola Franceschina | 47 pkt.  | Michele Antonioli   | 39 pkt.  |
| Sztafeta 5000 metrów | Włochy ·            | 7:01.859 | Holandia ·          | 7:11.129 | Wielka Brytania ·   | 7:16.582 |

### Kobiety
| Konkurencja          | Złoto              | Czas     | Srebro             | Czas     | Brąz               | Czas     |
| -------------------- | ------------------ | -------- | ------------------ | -------- | ------------------ | -------- |
| 500 metrów           | Marinella Canclini | 44.620   | Ewgenija Radanowa  | 44.622   | Katia Colturi      | 44.761   |
| 1000 metrów          | Ewgenija Radanowa  | 1:46.739 | Marinella Canclini | 1:46.783 | Maureen de Lange   | 1:47.163 |
| 1500 metrów          | Ewgenija Radanowa  | 2:26.553 | Marinella Canclini | 2:26.800 | Debbie Palmer      | 2:27.225 |
| 3000 metrów          | Marinella Canclini | 5:17.223 | Ewgenija Radanowa  | 5:17.349 | Danielle Molendijk | 5:17.383 |
| Wielobój             | Marinella Canclini | 110 pkt. | Ewgenija Radanowa  | 110 pkt. | Maureen de Lange   | 26 pkt.  |
| Sztafeta 3000 metrów | Włochy ·           | 4:21.513 | Bułgaria ·         | 4:22.465 | Holandia ·         | 4:25.087 |